# Saúl Mendoza
Saúl Mendoza Hernández (Ciudad de México, 6 de enero de 1967) es un deportista mexicano que compitió en atletismo adaptado. Ganó seis medallas en los Juegos Paralímpicos de Verano entre los años 1988 y 2004.

## Palmarés internacional
| Juegos Paralímpicos | Juegos Paralímpicos      | Juegos Paralímpicos | Juegos Paralímpicos |
| Año                 | Lugar                    | Medalla             | Prueba              |
| ------------------- | ------------------------ | ------------------- | ------------------- |
| 1988                | Seúl (Corea del Sur)     | Medalla de plata    | 200 m 4             |
| 1988                | Seúl (Corea del Sur)     | Medalla de bronce   | 800 m 4             |
| 1988                | Seúl (Corea del Sur)     | Medalla de bronce   | 5000 m 4            |
| 1996                | Atlanta (Estados Unidos) | Medalla de oro      | 5000 m T52-53       |
| 2000                | Sídney (Australia)       | Medalla de bronce   | 800 m T54           |
| 2004                | Atenas (Grecia)          | Medalla de oro      | 1500 m T54          |